# Hvarchil Point
Der Hvarchil Point (englisch; bulgarisch нос Хвърчил nos Chwartschil) ist eine vereiste Landspitze, die den südwestlichen Ausläufer von Lecointe Island im Palmer-Archipel westlich der Antarktischen Halbinsel bildet. Sie liegt 8,08 km südsüdwestlich des Mitchell Point, 7,25 km südwestlich des Kap Kaiser, 5,15 km nordöstlich des Momino Point und 2,7 km östlich des Bov Point.
Britische Wissenschaftler kartierten sie 1980 und 2008. Die bulgarische Kommission für Antarktische Geographische Namen benannte sie 2015 nach der Ortschaft Chwartschil im Westen Bulgariens.